# زمین‌لرزه ۱۹۷۵ موریس
زمین‌لرزه موریس  در تاریخ ۹ ژوئیه ۱۹۷۵ میلادی، برابر با ‎۱۸ تیر ۱۳۵۴، ساعت ۱۴:۵۴:۱۵ به زمان یوتی‌سی در آمریکا ، منطقه مینه‌سوتا رخ داد. ژرفای این زلزله ۱۰ کیلومتر بود، و بزرگی آن ۴٫۶ در مقیاس Mb اعلام شده‌است. زمین‌لرزه به وقت محلی در روز چهارشنبه، ساعت ۸ روی داده و منطقه زمانی آن یوتی‌سی -۶ بوده‌است (با لحاظ تغییر ساعت تابستانی).
سازمان زمین‌شناسی آمریکا نیز رومرکز این زمین‌لرزه را در مختصات ۴۵°۴۰′۰۸″شمالی ۹۶°۰۲′۲۸″غربی / ۴۵٫۶۶۹°شمالی ۹۶٫۰۴۱°غربی و ژرفای آن را در ۱۰ کیلومتر گزارش کرده‌است. بزرگی برگزیدهٔ این سازمان از میان بزرگیهای محاسبه‌شدهٔ مختلف ۴٫۶ در مقیاس بوده و از دید اثر، در میان چهار دسته‌بندی «نامحسوس»، «محسوس»، «زیان‌آور» یا «با تلفات»، زلزله را «زیان‌آور» اعلام کرده‌است.